# Коллі-Альбані — Парко-Аппіа-Антика (станція метро)
41°52′12″ пн. ш. 12°31′44″ сх. д. / 41.87000° пн. ш. 12.52889° сх. д.
Коллі-Альбані — Парко-Аппіа-Антика (італ. Colli Albani - Parco Appia Antica) - станція лінії А Римського метрополітену. Відкрита 16 лютого 1980 році у першій черзі лінії А (від Ананьїна до Оттавіано). Розташована під Віа-Аппіа-Нуова. На станції заставлено тактильне покриття. 
Є станцією з двома окремими тунелями, в кожному з яких знаходиться окрема платформа.
Поблизу станції розташовані
- Парк Кафарелла
- Аппієва дорога
- Гробниця Сципіонів
- Віа-Тусколана
- Аппієва дорога
- Порта Сан-Себастьяно
- Гробниця Гети
- Санта-Марія-ін-Пальміс
- Катакомби святого Калліста
- Катакомби святого Себастьяна
- Базиліка святого Себастьяна
- Катакомби Домітілли
- Резиденція імператора Максенція
- Гробниця Цецилії Метелли

## Пересадки
Автобуси: 85, 87, 663, 664, 671.